# 近江学園

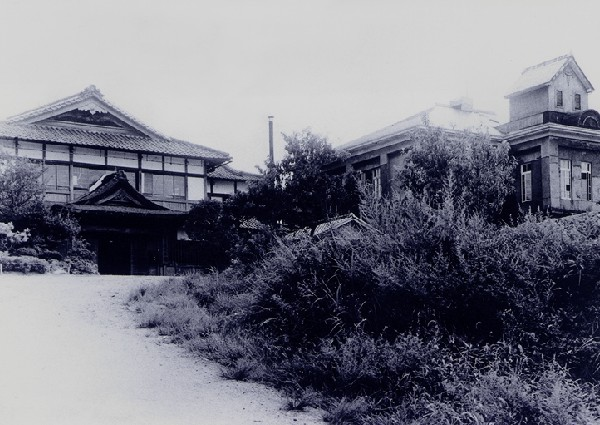
1947年に撮影された近江学園

近江学園（おうみがくえん）は、滋賀県湖南市の知的障害児、孤児収容施設。1946年に、糸賀一雄・池田太郎・田村一二により創立された。戦争孤児たちの受け入れを行った近江学園では、早い時期から親のいる家出してきた子どもや障がい児が入園している。施設史料から、彼らが職員の同情を買うために戦争孤児を偽っていたこと、当時大津市で米兵相手の商売をしていた女性が産んだ混血児がいたことが知られる。1950年代に入ると、戦争孤児の入園者は減り、障がい児を含む養護施設へと形を変えていく。

## 歴史
（糸賀一雄らの活動を含む）
- 1946年 - 滋賀県大津市南郷に開設。
- 1948年 - 児童福祉法施行に伴い県立の児童福祉施設となる。
- 1952年 - 甲賀郡信楽町（現在の甲賀市）に信楽寮を設立し職業訓練を始め、信楽焼の窯元に多くの職人を輩出。
- 1953年 - 甲賀郡石部町（現在の湖南市）にあざみ寮を設立し、「あざみ織り」を生産、全国に流通させた。
- 1960年 - 糸賀が欧州の施設視察で見聞をひろめる。
- 1963年 - 「この子らを世の光に」をモットーにすべての子どもたちに権利としての発達の保障を訴えた。大津市の長等山の麓に重症心身障害者施設・第一びわこ学園(現在のびわこ学園医療福祉センター草津)を創立(園長は岡崎英彦）し、近江学園で研鑽し蓄積してきた療育指導を森俊樹指導主任を中心に展開する。その後、野洲市に第二びわこ学園（現在のびわこ学園医療福祉センター野洲）を設置し、ここでは池沢敏夫を中心に療育指導を展開していく。
- また、愛知郡愛東町（現在の東近江市）に「茗荷村」を設け、里親活動にも力を入れる。「茗荷村見聞記」（主演：長門裕之）として映画化された。
- 1971年 - 近江学園を甲賀郡石部町（現在の湖南市）に移転。

## 所在地
- 520-3111 滋賀県湖南市東寺1055-2

## アクセス
- JR草津線石部駅から、市内循環バス「めぐるくん」乗車（約15分）、「近江学園」バス停下車、徒歩5分。
- 名神高速道路栗東インターチェンジ